# Hindeloopen
Hindeloopen (westfriesisch Hylpen, Hindeloopers Hielpen) ist eine kleine niederländische Stadt im Südwesten der Provinz Friesland am Rande des IJsselmeers, der früheren Zuiderzee.

## Geschichte
Sichere Belege gehen zurück bis ins Jahr 779. Im Jahr 825 wird in einer Urkunde erstmals der Name Hindolop für diese Siedlung benutzt. Im 12. Jahrhundert wurde hier eine Kapelle errichtet, im 14. Jahrhundert entstand eine Kirche. Hindeloopen erhielt Stadtrechte um das Jahr 1225 und gehört seitdem zu den friesischen elf Städten. Hindeloopen lag in der Nähe eines Priels am Wattenmeer. Es gab keinen Hafen, sondern die Schiffe lagen bei Flut auf Reede vor Anker, bei Niedrigwasser lagen sie auf dem Meeresboden. Bei Flut konnten die Schiffe an einem Kai an Land Ladung aufnehmen.
Hindeloopen war seit dem Mittelalter eine wichtige Handelsstadt. Es wurden intensive Handelsbeziehungen zu Lübeck und anderen Hansestädten unterhalten. Daneben gab es Holzhandel mit Norwegen. Zwischen 1650 und 1790 in der Blütezeit der Niederlande, dem sogenannten Goldenen Zeitalter, hatte die Stadt ihre erfolgreichste Zeit mit einer Flotte von zeitweise mehr als 80 Kauffahrteischiffen. Es wurden in großem Ausmaß Waren aus den Kolonien importiert und dann in Europa weiterverkauft. Aus dieser Zeit stammen viele Kapitänshäuser, die daran erinnern, wie reich Hindeloopen war. Mit dem Erstarken der Konkurrenz von England und Frankreich, die den kleinen Niederlanden vor allem auch militärisch überlegen waren, begann gegen Ende des 18. Jahrhunderts der Abstieg der Niederlande und der Niedergang der Stadt. Gegen Ende des 19. Jahrhunderts kam es durch verstärkte Fischerei noch einmal zu einer Besserung der wirtschaftlichen Lage der Stadt. Zu dieser Zeit gab es etwa 75 Fischkutter. Die Fischerboote trugen den Buchstabencode HI.
Nach dem Bau des Abschlussdeichs des Ijsselmeers 1932 wurde die Meeresbucht zu einem Binnensee. Dadurch kam es zu einem Einbruch der Fischbestände in der traditionellen Fischerei. Die Fischereiflotte musste verkleinert werden. Heute gibt es noch wenige Fischer in Hindeloopen.
Bis 1984 war Hindeloopen eine selbständige Gemeinde, wurde dann aber mit den Nachbarstädten Workum, Stavoren und Teilen anderer Gemeinden zur Gemeinde Nijefurd zusammengefasst, seit 2011 zur neu gebildeten Gemeinde Súdwest-Fryslân.

## Kultur, Wirtschaft, Freizeit und Sport
Hindeloopen ist heute mit seinen malerischen alten Häusern und Grachten eine Museumsstadt. Es lebt heute überwiegend vom Tourismus der IJsselmeer-Segler und verfügt über einige kleine Souvenirläden, einen sehenswerten Trödel- und Antikmarkt, Lokale, Pensionen und eine Diskothek. Im großen Yachthafen befinden sich ein Restaurant, ein kleines Schwimmbad, Saunen, Squashplätze sowie ein kleines Hotel.
Außerhalb des Städtchens findet man einen großen Campingplatz, Camping Hindeloopen, der für Wind- und Kitesurfer optimale Bedingungen aufweist. Hindeloopen ist durch die günstige Lage ein sehr geeigneter und beliebter Ort zum Surfen und Kiten. Beides ist erlaubt und am Hindeloopen Camping Platz befindet sich ein Verleih sowie Schulungsmöglichkeiten.
Durch Hindeloopen führt die Strecke der Elfstedentocht, des berühmten Eisschnelllauf-Marathonrennens entlang der elf friesischen Städte.

## Sehenswertes

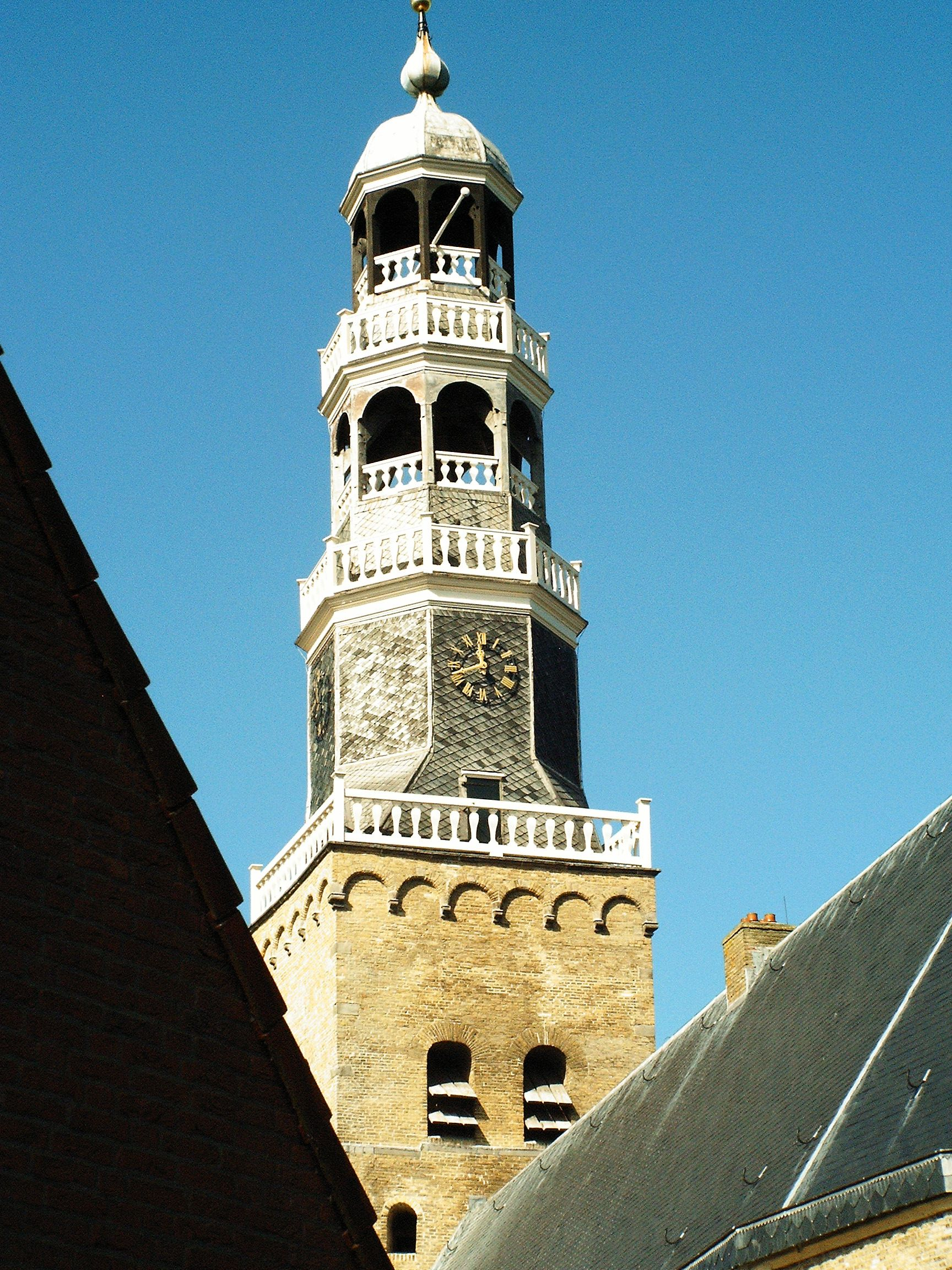
Kirchturm (Detail)

- Westerturm von 1593, dessen Besonderheit – seine untergrundbedingte Schieflage – schon von weiter Entfernung erkennbar ist.
- Reformierte Kirche von 1632
- Ehemaliges Rathaus, das heute ein Museum beherbergt, das Hidde Nijland Museum heißt
- Ehemaliges Hafengebäude, das jetzige Schleusenhaus mit offenem Glockenturm von 1619
- Ehemalige überdachte Fischauktion, heute Leugenbank – Lügenbank, von 1785. Auf dieser sitzend werden die größten Aufschneidereien erzählt
- Alter Fischereihafen wurde 2006 rekonstruiert und zurückgebaut auf den Zustand von 1934
- Altes Rettungsboothaus, das heute ein Museum zur Seenotrettung ist
- Erstes friesisches Schlittschuhmuseum – Het Eerste Friese Schaatsmuseum

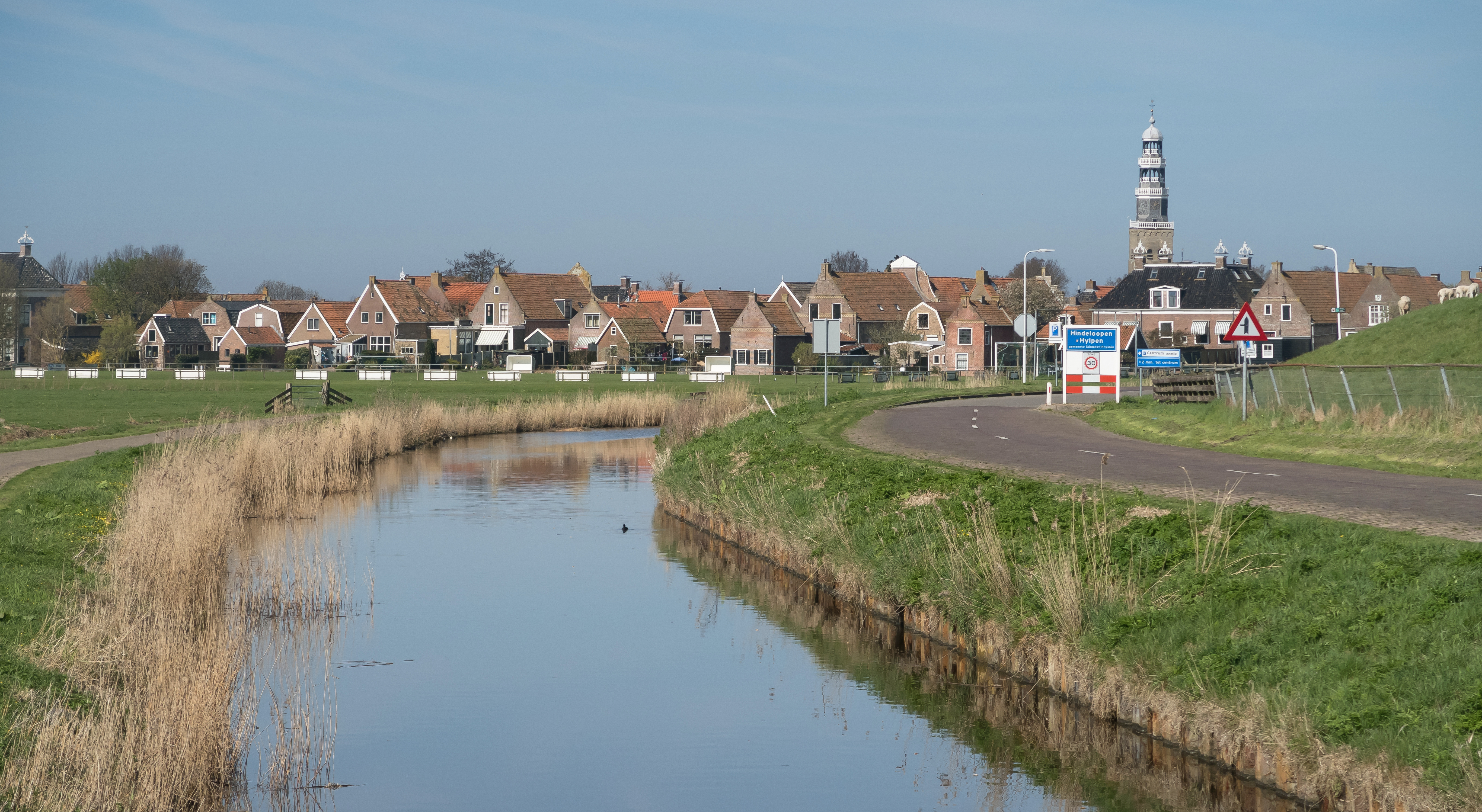
Hindeloopen, Blick auf die Stadt
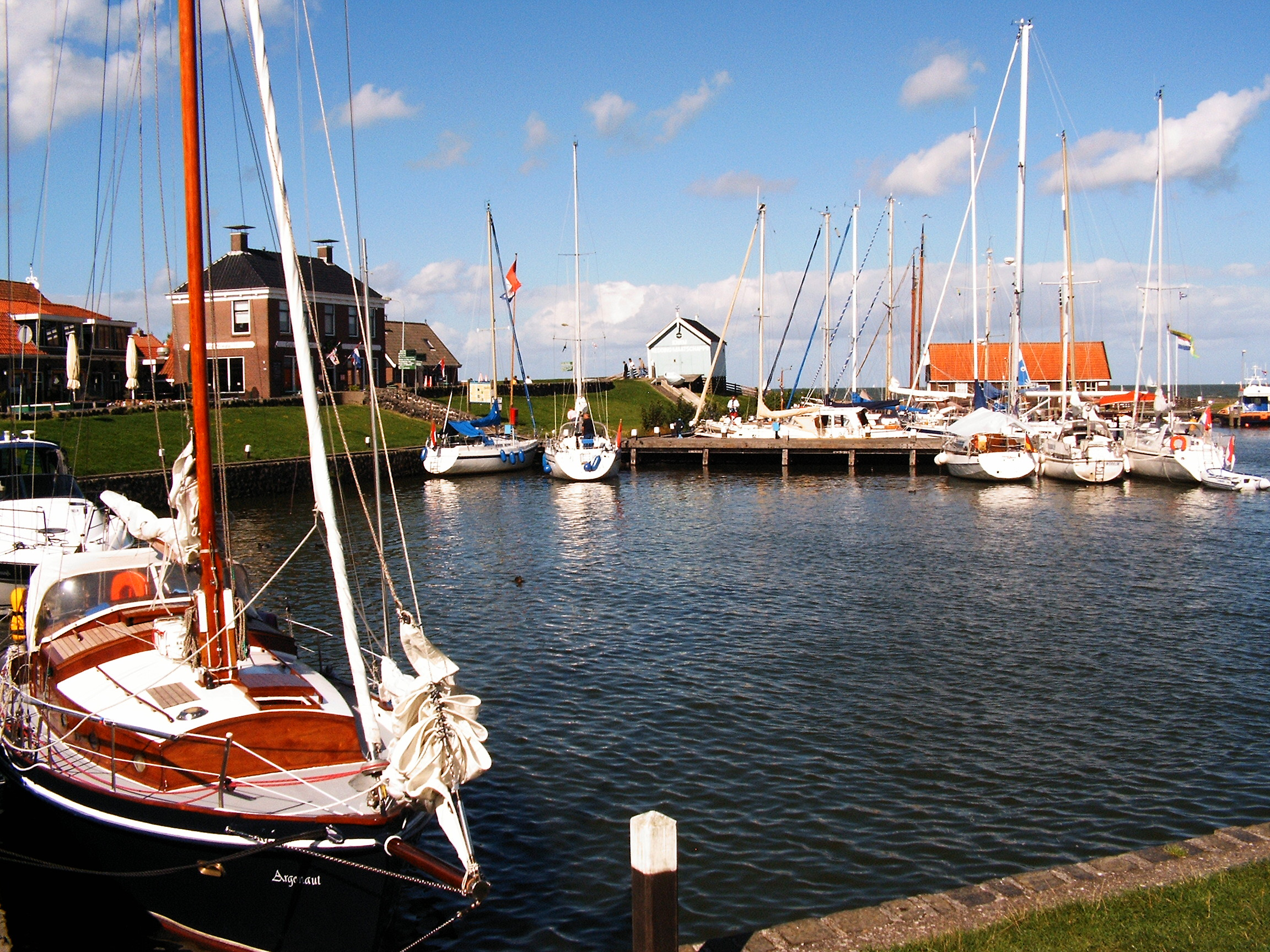
Hafen
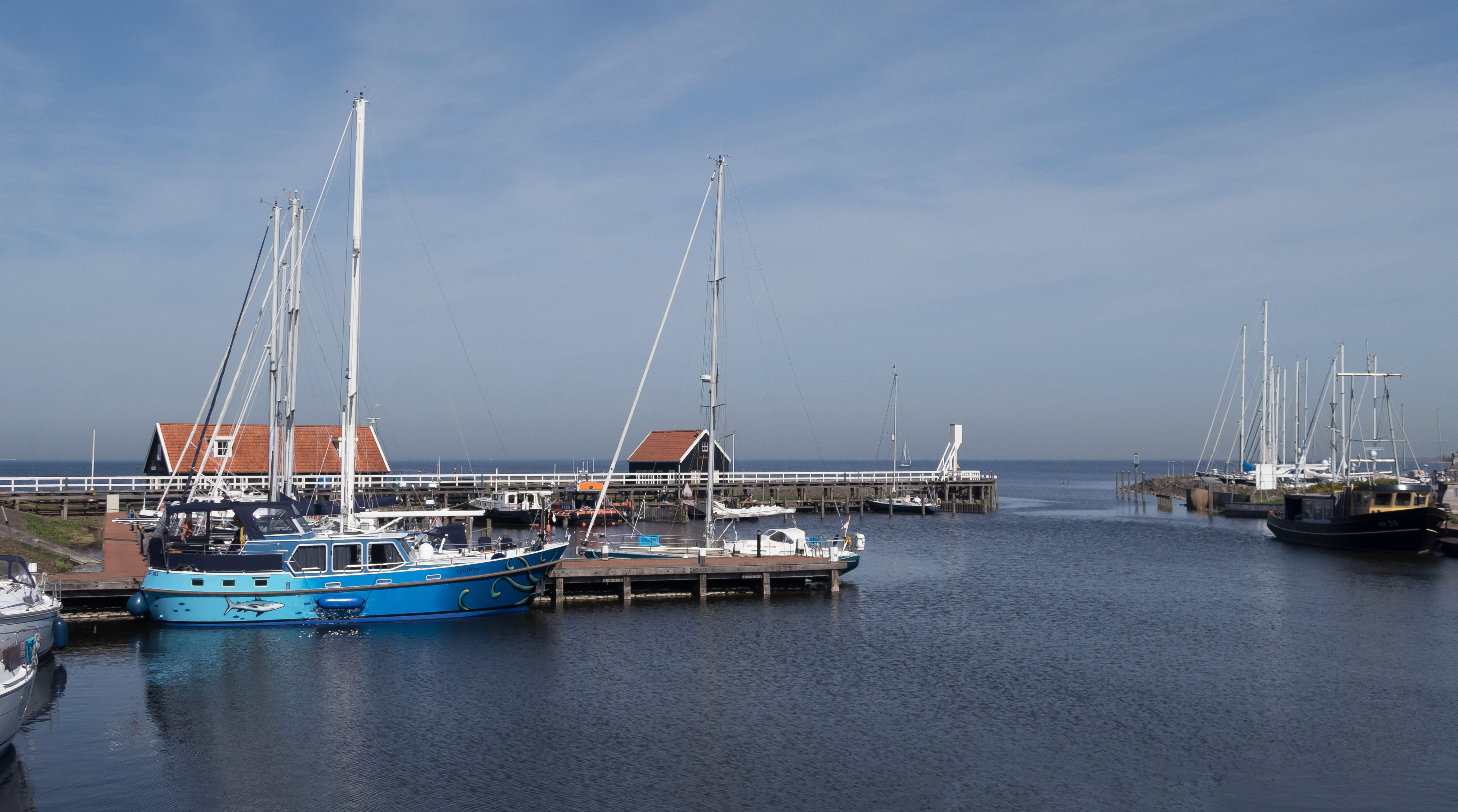
Hafen
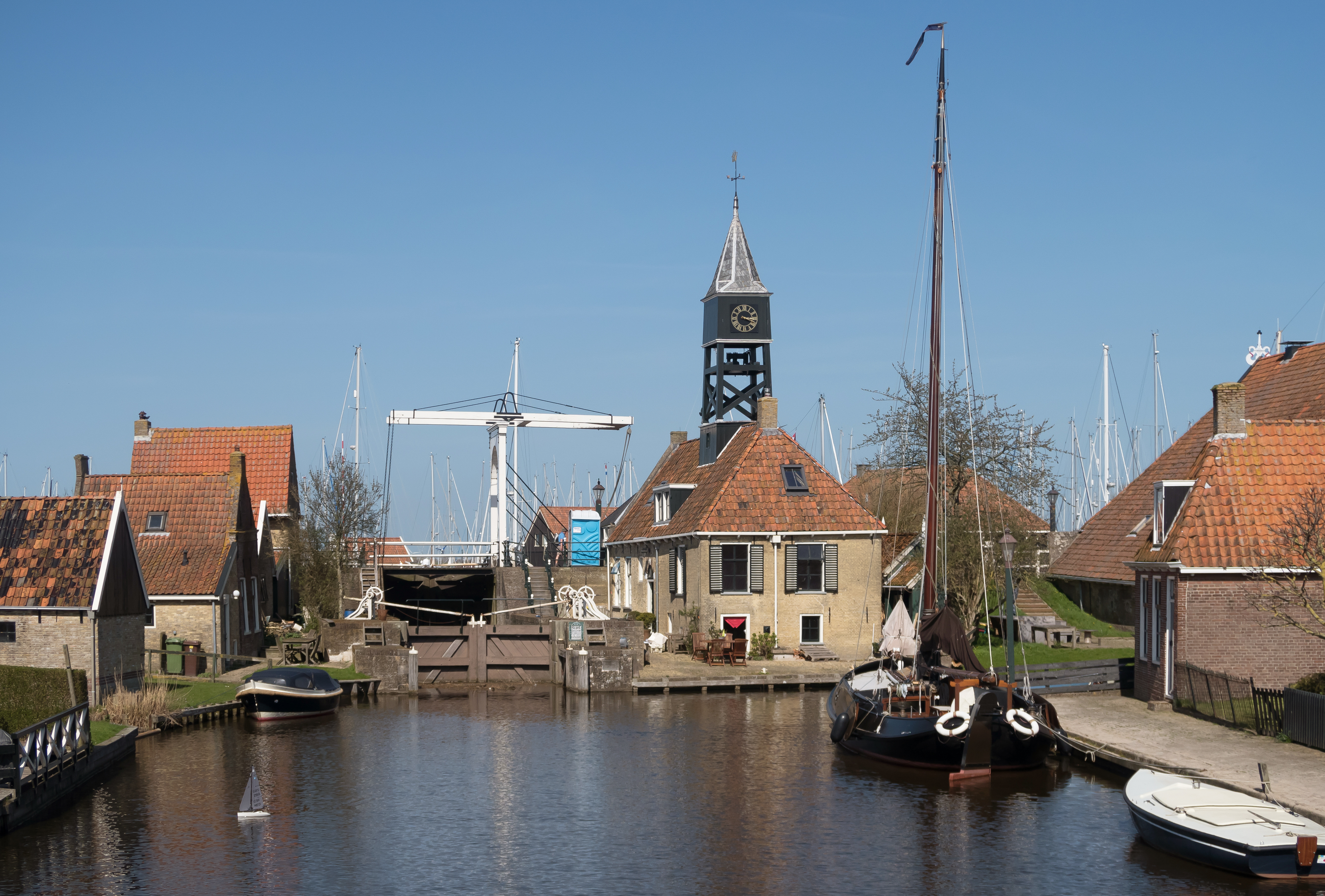
Schleuse, Zugbrücke und Schleusenhaus
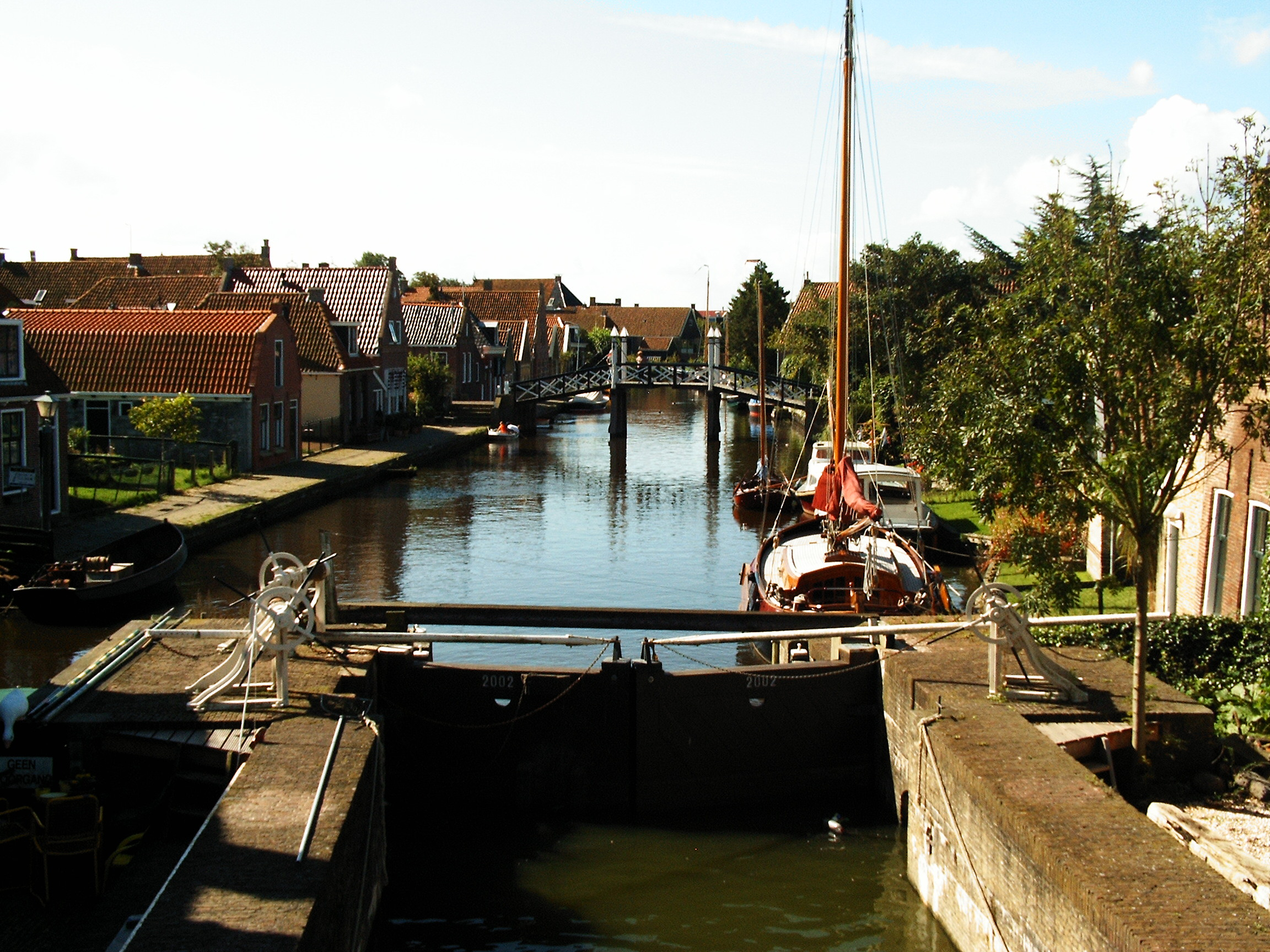
Gracht
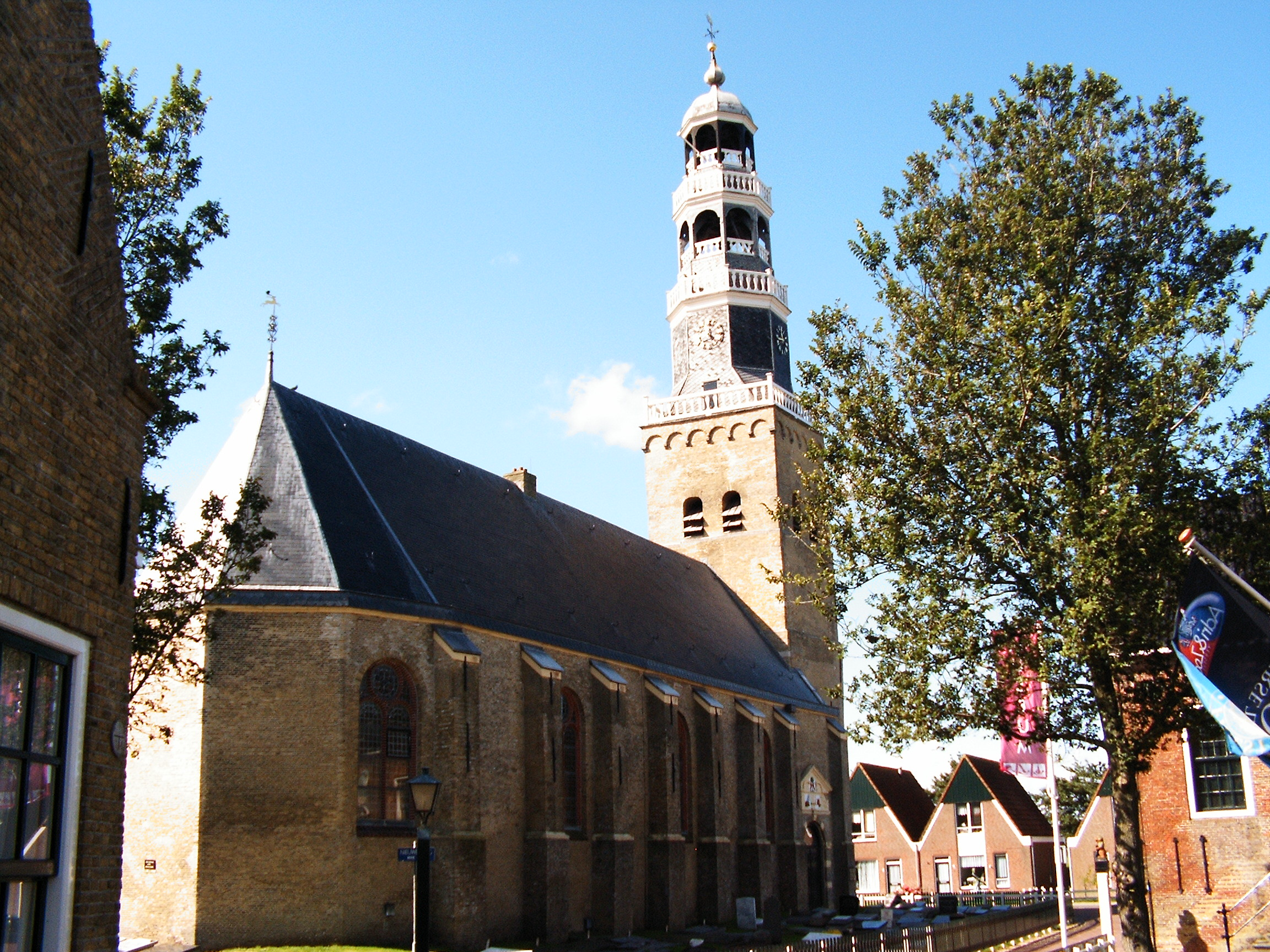
Kirche
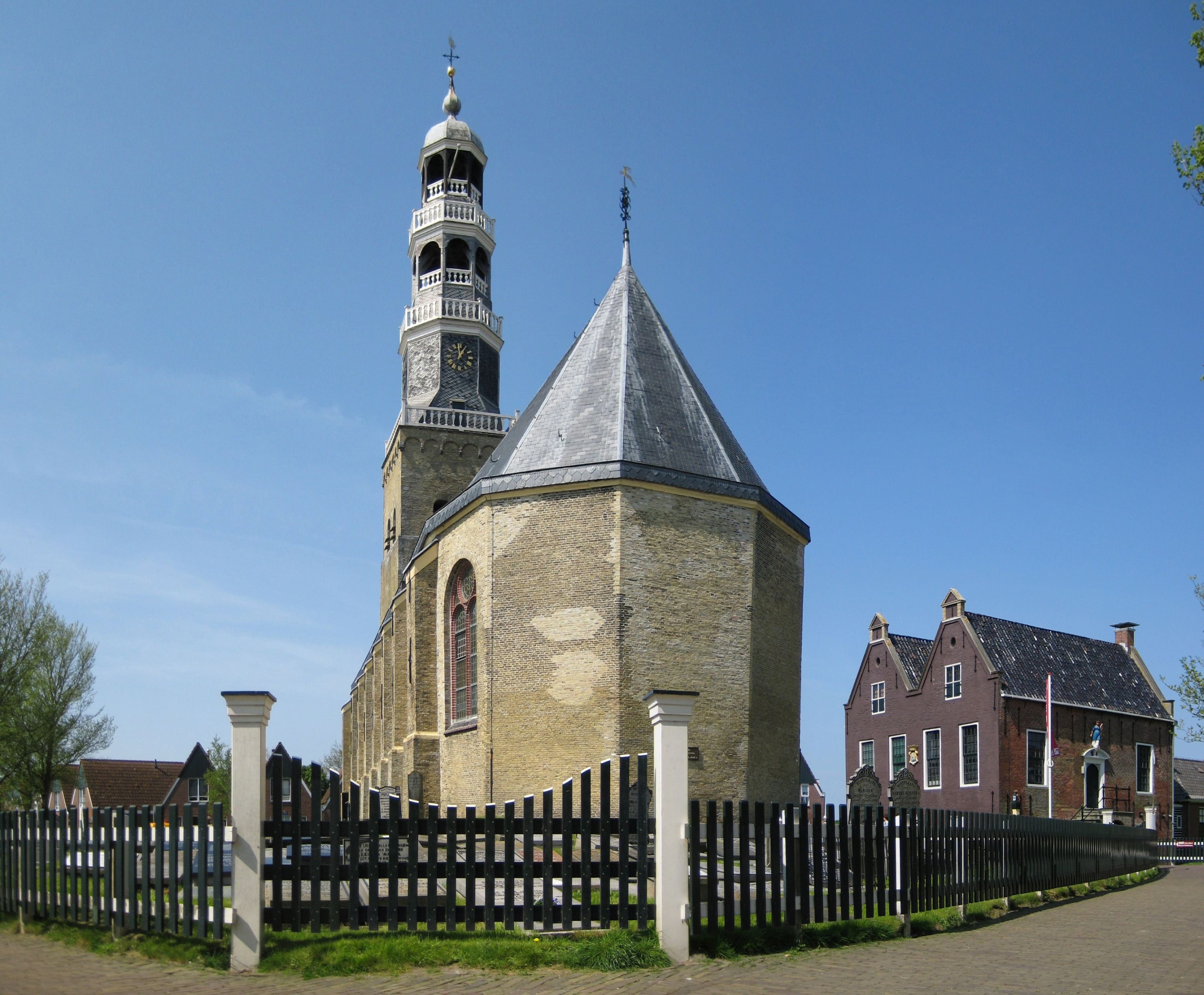
Kirche und Museum
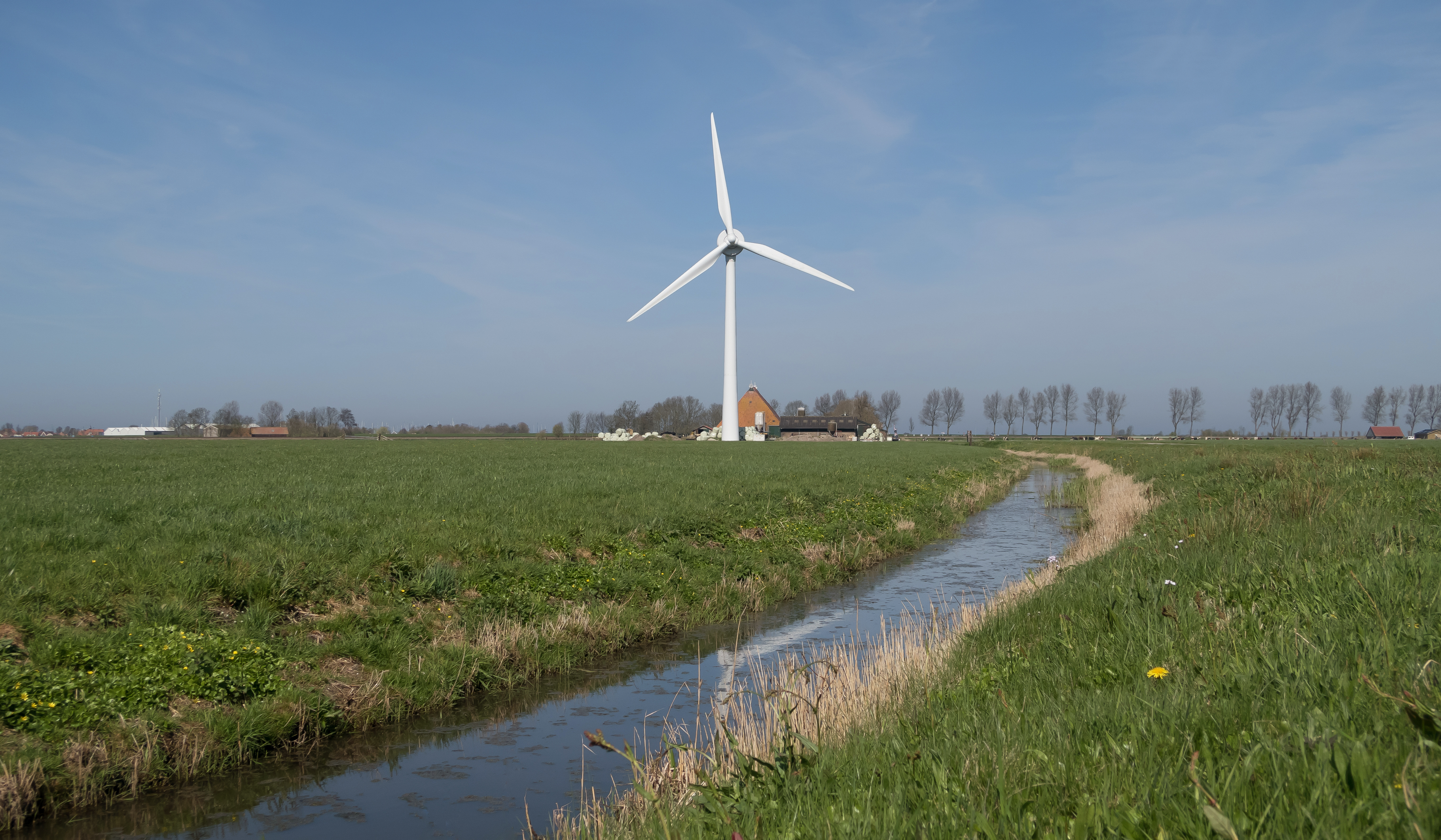
Windkraftanlagen zwischen Hindeloopen und Koudum